# James Nduna Gumbi
James Nduna Gumbi (20. század) dél-afrikai köztársaságbéli író.
Munkáit zulu nyelven alkotta, a zulu törzs tagja volt. Nemzete irodalmát két regénnyel gazdagította: Ukuzalwa kuka Muntukaziwa (’Muntukaziwa születése’, 1957) és Baba ngixolele (’Apám, bocsáss meg’, 1966). A művek néprajzi hitelük miatt is becsesek.